# UTSA Roadrunners

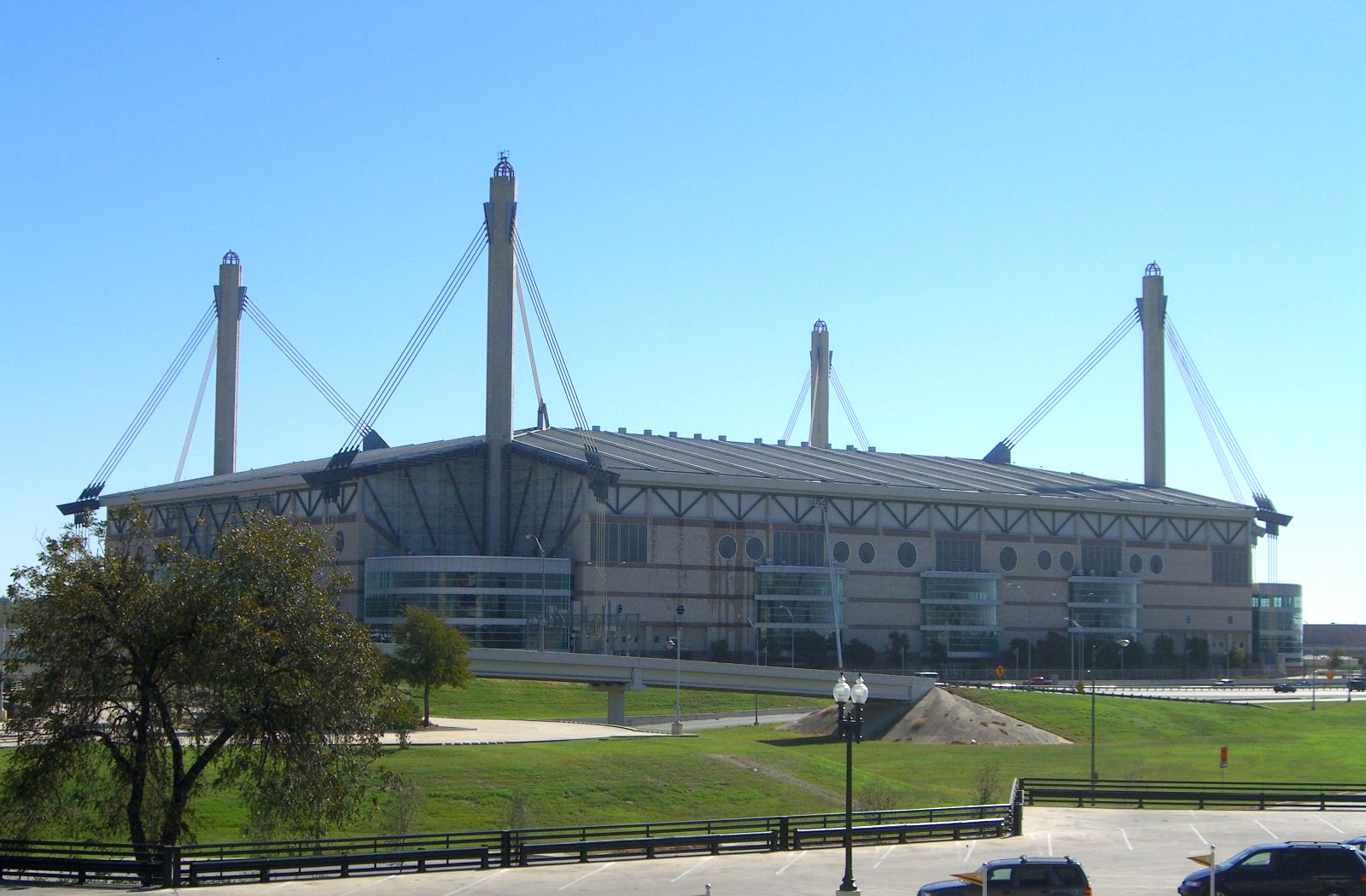
Alamodome

Los UTSA Roadrunners (español: Correcaminos de la Universidad de Texas en San Antonio) son el programa deportivo que representa a la Universidad de Texas en San Antonio en la NCAA, a la cual se le llama Roadrunners o simplemente Runners a su sección de fútbol americano.

## Historia
Compiten en la División I de la NCAA en 17 deportes diferentes y es la única que compite en la Division I FBS y se unieron a la Western Athletic Conference el 1 de julio de 2012 y a la Conference USA el 1 de junio de 2013 como el segundo miembro de la University of Texas System solo después de la UTEP Miners.
UTSA se unirá a la American Athletic Conference el 1 de julio de 2023.

## Deportes
Estos son los 17 deportes en los que participa la UTSA Roadrunners:
| - Baloncesto - Croos Country - Basaball - Golf - Atletismo Bajo Techo - Atletismo - Tenis - Fútbol Americano | - Baloncesto - Cross Country - Golf - Atletismo Bajo Techo - Atletismo - Fútbol - Softball - Tenis - Voleibol |

## Rivalidad Naranja-Marrón
Es la rivalidad que existe entre los Roadrunners con los Texas State Bobcats y el nombre se debe a la autopista que conecta con las dos sedes universitarias que se encuentran bastante cerca una de la otra. En los inicios se le daba un trofeo a quien ganara el enfrentamiento en baloncesto, aunque esta rivalidad aumentó en los otros deportes que ambas universidades tenían en común.

## Logros
- La sección de fútbol americano ganó el título de la Conference USA en 2021 y 2022.
- La sección de baloncesto masculino ha clasificado a la fase nacional de la NCAA en cuatro ocasiones: 1998, 1999, 2004, 2011
- La sección de baloncesto femenil ha clasificado a la fase nacional de la NCAA en 1 ocasión: 2008
- La sección de softball ganó el título de la Southland Conference en 2004
- La sección de baseball ganó el título de la Southland Conference en 1994 y 2004 y de la Western Athletic Conference en 2013
- La sección de atletismo masculino ganó el campeonato nacional en 1997
- La sección de cross country femenil ganó el título nacional en 1996

## Fútbol Americano
En el año 2008 la universidad decidió expandir su programa atlético y crear una sección de fútbol americano dirigido por el exentrenador de los Miami Hurricanes Larry Coker e iniciaron como un equipo de los independientes en 2011, aunque fueron aceptados como miembros de la Western Athletic Conference el 1 de noviembre de 2010 hasta que el 1 de julio de 2013 se unieron a la Conference USA. Sus partidos los juegan en el Alamodome de San Antonio, Texas.